# Scrum Master
Scrum Master – jedna z trzech odpowiedzialności w Scrumie, dawniej, do listopada 2020 określana mianem Roli Scrumowej. Wraz z Product Ownerem i Deweloperami tworzy tak zwany Zespół Scrumowy.

## Odpowiedzialność Scrum Mastera
- Odpowiada za zrozumienie i stosowanie Scruma zgodnie z Przewodnikiem po Scrumie[1].
- Odpowiada za efektywność Zespołu Scrumowego
- Występuje w roli lidera na poziomie Zespołu Scrumowego i całej organizacji
- Wspiera zespół w poszerzaniu kompetencji w zakresie interdyscyplinarności i samozarządzania[2]
- Powoduje usuwanie przeszkód stojących na drodze Zespołu Scrumowego
- Dba o produktywność i przestrzeganie czasu Wydarzeń Scrumowych
- Wspiera Product Ownera w efektywnym zarządzaniu Backlogiem Produktu
- Przewodzi procesem wdrażania ram postępowania Scruma w całej organizacji